# 당신의 축배
《당신의 축배》는 1989년 9월 20일부터 12월 14일까지 방영된 MBC 수목 미니시리즈로, 대가족의 해프닝을 중심으로 엮어나가는 코믹 홈드라마다.

## 등장 인물
- 김무생(김채봉)
- 김혜자(진상심)
- 김희애(전여옥)
- 정한용(김범준)
- 김형자(김영영)
- 박영규(김민봉)
- 김동현(김범모)
- 최진실(김범경)
- 최화정, 김영란, 한인수, 김수미, 나문희